# STOXX Europe 600
| STOXX Europe 600 | STOXX Europe 600    |
| Stammdaten       | Stammdaten          |
| ---------------- | ------------------- |
| Staat            | Entwickeltes Europa |
| Börse            | STOXX Ltd.          |
| ISIN             | EU0009658202        |
| WKN              | 965820              |
| Symbol           | SXXP                |
| Kategorie        | Aktienindex         |
| Typ              | Kursindex           |
| Familie          | STOXX Europe        |

Der STOXX Europe 600 oder STOXX 600 ist ein Aktienindex der 600 größten europäischen Unternehmen. Er wird von der STOXX Limited, einer schweizerischen Tochter der Deutsche Börse AG, herausgegeben.
Der STOXX Europe 600 wurde 1998 eingeführt. Unter allen europäischen Indizes hat sich der STOXX Europe 600 zu einem der Referenzindizes Europas entwickelt. Er ist nicht auf die Eurozone beschränkt. Länder, die den Index bilden, sind Belgien, Dänemark, Deutschland, Finnland, Frankreich, Irland, Italien, Luxemburg, Niederlande, Norwegen, Österreich, Polen, Portugal, Schweden, Schweiz, Spanien und Vereinigtes Königreich.
Die Indexzusammensetzung wird alle drei Monate überprüft. Auswahlkriterium ist die Marktkapitalisierung bezogen auf den Streubesitz mit einer Gewichtungsdeckelung auf 10 Prozent. Die Berechnung wird während der STOXX-Ltd.-Handelszeit von 9:00 bis 17:30 MEZ jede Sekunde aktualisiert. Der Index ist in mehreren Währungen (AUD, CAD, CHF, EUR, GBP, JPY, USD) und Ertragsvarianten (Kursindex, Performanceindex netto und brutto) erhältlich. Am häufigsten sind dabei die EUR Varianten Kursindex ISIN EU0009658202, Performanceindex netto ISIN EU0009658210. Er ist für Finanzinstitute zugelassen, um als Basiswert für eine breite Palette von Anlageprodukten wie Börsengehandelte Fonds (ETF) und strukturierte Produkte weltweit zu dienen.

## Geschichte

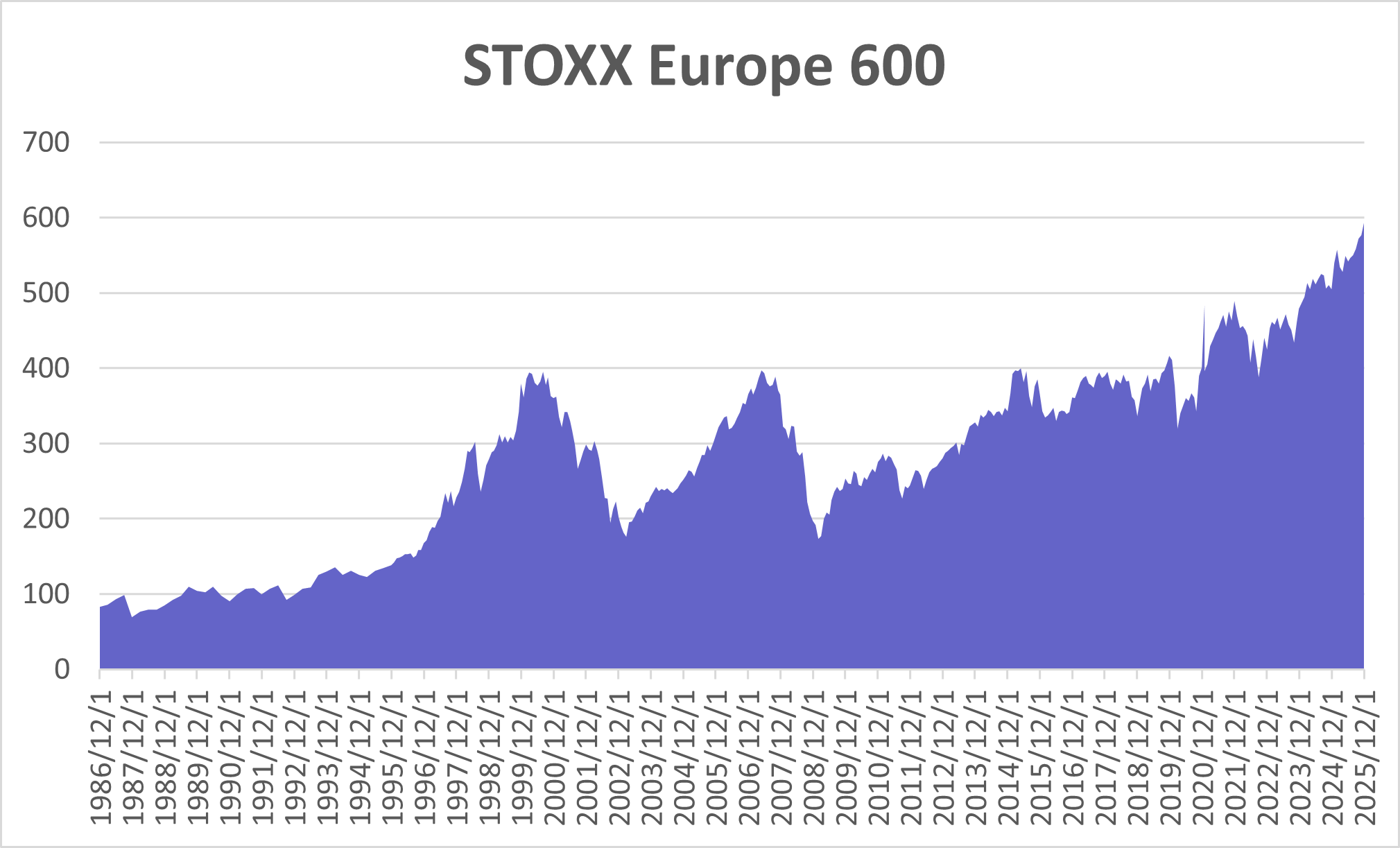
STOXX Europe 600 1986–2020

### Höchststände
Die Übersicht zeigt die Allzeithöchststände des STOXX Europe 600 als Kursindex (ohne Dividenden).
|                                | Punkte | Datum                   |
| ------------------------------ | ------ | ----------------------- |
| Kursindex im Handelsverlauf    | 461.38 | Dienstag, 13. Juli 2021 |
| Kursindex auf Schlusskursbasis | 460.96 | Dienstag, 13. Juli 2021 |

### Jährliche Entwicklung
Die Tabelle zeigt die jährliche Entwicklung des bis 1998 zurückgerechneten STOXX Europe 600.
| Jahr | Schlussstand in Punkten | Veränderung in Punkten | Veränderung in % |
| ---- | ----------------------- | ---------------------- | ---------------- |
| 1998 | 279,20                  |                        |                  |
| 1999 | 379,49                  | 100,29                 | 35,92            |
| 2000 | 359,79                  | −19,70                 | −5,19            |
| 2001 | 298,73                  | −61,06                 | −16,97           |
| 2002 | 201,72                  | −97,01                 | −32,47           |
| 2003 | 229,31                  | 27,59                  | 13,68            |
| 2004 | 251,02                  | 21,71                  | 9,47             |
| 2005 | 310,03                  | 59,01                  | 23,51            |
| 2006 | 365,26                  | 55,23                  | 17,81            |
| 2007 | 364,64                  | −0,62                  | −0,17            |
| 2008 | 196,90                  | −167,74                | −46,00           |
| 2009 | 253,16                  | 56,26                  | 28,57            |
| 2010 | 275,81                  | 22,65                  | 8,95             |
| 2011 | 244,54                  | −31,27                 | −11,34           |
| 2012 | 279,68                  | 35,14                  | 14,37            |
| 2013 | 328,26                  | 48,58                  | 17,37            |
| 2014 | 342,54                  | 14,28                  | 4,35             |
| 2015 | 365,81                  | 23,27                  | 6,79             |
| 2016 | 361,42                  | −4,39                  | −1,20            |
| 2017 | 389,18                  | 27,76                  | 7,68             |
| 2018 | 337,65                  | −51,53                 | −13,24           |
| 2019 | 415,84                  | 78,19                  | 23,16            |
| 2020 | 399,03                  | −16,81                 | −4,04            |
| 2021 | 487,80                  | 88,77                  | 22,25            |
| 2022 | 424,89                  | −62,91                 | −12,90           |
| 2023 | 479,02                  | 54,13                  | 12,74            |

## Sektorenindizes
Es sind mehrere Teilindizes, die spezifische Sektoren abbilden, ebenfalls verfügbar.
- STOXX Europe 600 Automobiles & Parts (SXAP)
- STOXX Europe 600 Banks (SX7P)
- STOXX Europe 600 Basic Resources (SXPP)
- STOXX Europe 600 Chemicals (SX4P)
- STOXX Europe 600 Construction & Materials (SXOP)
- STOXX Europe 600 Financial Services (SXFP)
- STOXX Europe 600 Food & Beverage (SX3P)
- STOXX Europe 600 Health Care (SXDP)
- STOXX Europe 600 Industrial Goods & Services (SXNP)
- STOXX Europe 600 Insurance (SXIP)
- STOXX Europe 600 Media (SXMP)
- STOXX Europe 600 Oil & Gas (SXEP)
- STOXX Europe 600 Personal & Household Goods (SXQP)
- STOXX Europe 600 Real Estate (SX86P)
- STOXX Europe 600 Retail (SXRP)
- STOXX Europe 600 Technology (SX8P)
- STOXX Europe 600 Telecommunications (SXKP)
- STOXX Europe 600 Travel & Leisure (SXTP)
- STOXX Europe 600 Utilities (SX6P)